# ベロシペード

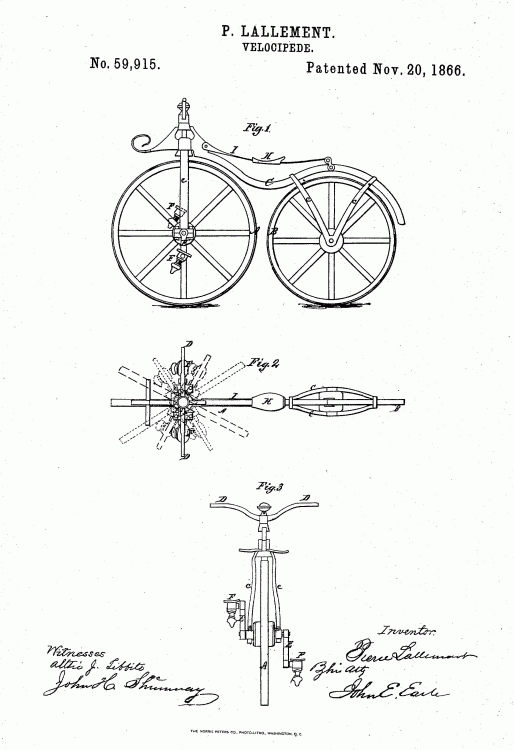
ペダル駆動の自転車 - ピエール・ラルマン申請：米国特許 No. 59,915、1866年11月20日認可

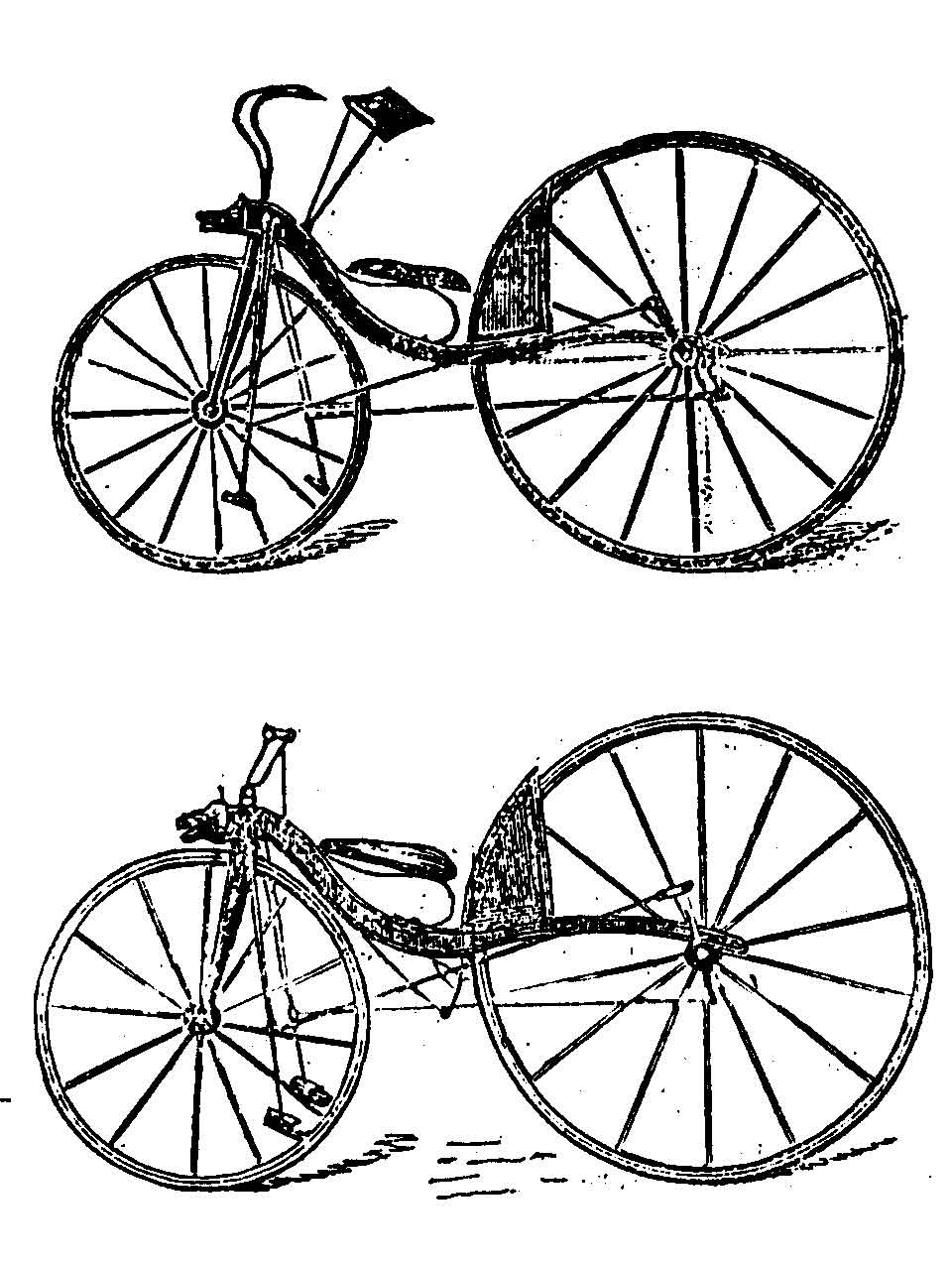
2輪ベロシペード

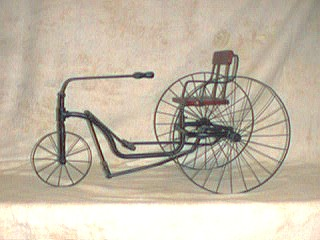
1880年製3輪ベロシペード

ベロシペードまたはベロチペード（velocipede）は、自転車の祖先にあたる乗り物。

## 概要
ベロシペードはラテン語で「早足」の意。人間の力を動力とする乗り物であり、ヴィクトリア朝に登場した。多様なデザインがあり、2輪・3輪・4輪車がある。2輪車ではペダルが前輪に装着されているものがあるほか、3輪、4輪ではトレッドルとレバーが後輪駆動のために用いられた。2輪車はペニー・ファージングとなった。
1863年にフランスでピエール・ラルマンにより発明された2輪ベロシペードは英国に紹介された。当時の自転車は、振動を吸収する機構がなく、とてつもない揺れが生じたためボーンシェイカー（骨ゆすり機）と呼ばれた。ベロシペード製造の代表的な会社としてピエール・ミショーがある。これはベロシペードの大量生産をおこなった初の会社であり1867年から1870年にかけて製造している。米国では、1868年から1869年にかけて流行した。
- 現在でも"velo（ベロ）"は「自転車」を表す接頭語として使われる場合もある（例 : ベロタクシー）。また、フランス語で"velo"は自転車の意味である。
- 3輪・4輪車は電動モーターや内燃機関が取り付けられて自動車の黎明期に「ベロシペード」や「ベロ」の名前のまま紹介されている。たとえば、カール・ベンツは1890年代に多くの「ベロシペード」を製作している。
- 言語によっては「ベロシペード」という単語が近代的な自転車までもを指して使われる場合もある（ロシア語のヴェロシペード велосипед など）。

## 諸説
- 英国の科学者ロバート・フックが17世紀にベロシペードを発明したともいわれている。フックの車両は初期の頃のホースレス・キャリッジ（horseless carriages：馬のいらない車両）に似ていた。

## 特許
- アメリカ合衆国特許第 59,915号 -- Velocipede（reissued as RE7972）

## 関連情報
- カール・フォン・ドライス : ドライジーネを発明
- ジェームズ・スターレー : オーディナリー型（ペニー・ファージング型）を発明
- ジョン・ケンプ・スターレー : ローバー安全型自転車を発明